# كين (كنتاكي)
كين (بالإنجليزية: Keene, Kentucky)‏ هي مدينة تقع في مقاطعة جيسامين بولاية كنتاكي في وسط جنوب شرق الولايات المتحدة. تبلغ مساحة هذه المدينة  (كم²)، وترتفع عن سطح البحر  م، بلغ عدد سكانها  نسمة في عام 2000 حسب إحصاء مكتب تعداد الولايات المتحدة.

## وصلات خارجية
- The US50 - Cities and Towns in Kentucky State